# 卡讷西耶尔
卡讷西耶尔（法語：Cannessières）是法国皮卡第大区索姆省的一个市镇，属于阿布维尔区瓦斯蒙县。该市镇2009年时的人口为70人。

## 人口
卡讷西耶尔人口变化图示
| 数据来源：INSEE |